# Les Sapins de Noël
Série
Les Sapins de Noël 2
(2011)
Pour plus de détails, voir Fiche technique et Distribution.
Les Sapins de Noël (en russe : Ёлки, Yolki), est un film de Noël comique réalisée par Timour Bekmambetov, sortie sur les écrans russes en 2010.
Il a connu un immense succès en Russie, une suite étant tournée et diffusée ensuite chaque année, au point que ce film et ses suites sont devenus
une véritable tradition familiale du Nouvel An, comme la salade « Olivier », la rediffusion de films culte comme L'ironie du sort (1975) ou les vœux au moment des douze coups de minuit.
À ce jour, 13 films de la série sont sortis sur les écrans russes, y compris un spin-off, et un film sur le film a été créé.

## Synopsis
La Russie est le plus grand pays du monde, et, pour le Nouvel An, le président Dmitri Medvedev présente neuf fois ses vœux à ses compatriotes.
À Kaliningrad, Varia (Alina Boulynko) et ses petits camarades, tous originaires des quatre coins du pays, décorent l'école où ils vont fêter la nouvelle année. Pour attirer l'attention du beau Ioura (Pavel Melentchouk), Varia, qui n'a plus de père, dit être la fille du président de la Russie. Cela provoque la colère de ses amis. Ils n'accepteront de la croire qu'à la condition que Dmitri Anatoliévitch Medvedev, dans son allocution du soir, prononce la maxime tirée de la banderole suspendue dans la salle des fêtes : « Le père Noël aide ceux qui s'aident ». Cette maxime devra lui être préalablement transmise par sa prétendue fille. Varia est bien obligée d'accepter cette condition, si elle ne veut pas perdre l'amitié de ses camarades.
Vova (Sergueï Pokhodaïev), son valeureux mais malheureux chevalier servant, connait la théorie des six amis: « Tout le monde a au moins six amis, qui ont eux-mêmes six amis, qui, de fil en aiguille, peuvent former une chaîne... jusqu'au président! »
Cette chaîne nous fera voyager, de Novossibirsk à Moscou, en passant par Santiago de Cuba, au rythme des feux d'artifice éclatant à mesure que les fuseaux horaires sont franchis.
Vova contacte immédiatement son ami Micha (Sergueï Drouziak), à l'Université de Kazan, premier maillon de la chaîne. Micha tchate avec la jeune Lena (Kristina Asmous) par webcams interposées. Il se dit surfeur, à Santiago de Cuba, quand sa correspondante prétend, elle, vivre dans les montagnes suisses: « Promettons-nous de ne jamais nous mentir » propose-t-elle, gênée. Promesse que ne peut sceller Micha, interrompu par la visite de ses camarades de foyer.
Micha n'oublie pas la commission et contacte son ami snowboarder, Kolian (Aleksandr Golovin), à Perm, dont il sait qu'il a skié avec le président à Sotchi, haut-lieu de la jet set. Si Kolian a perdu le numéro du président, il a toujours celui de la chanteuse Vera Brejneva. Artiste ultra populaire, elle doit avoir ses entrées partout. Mais pour l'instant Kolian a une préoccupation beaucoup plus sérieuse : savoir qui, du snowboarder ou du skieur, est le plus rapide! Et avec son ami Grigori (Aleksandr Domogarov Jr.), les skis chaussés, ce sera à qui dévalera le plus vite les étages de l'immeuble, par les escaliers!
Pendant ce temps...
...à Iakoutsk, Boris (Ivan Ourgant), homme d'affaires, sort du sauna. Ses amis le taquinent sur le fait que ce sont les fêtes, et qu'il y a presque six mois qu'il n'a pas revu son amie, Olia (Elena Plaksina), qui vit à Saint-Pétersbourg. Après réflexion, un peu inquiété, il décide de l'appeler : Olia se montre distante et laisse même entendre qu'elle ne réveillonnerait pas seule... Boris attrape le premier vol pour Piter, tout à fait alarmé maintenant!
...à Krasnoïarsk, le jeune chauffeur de taxi, Pachka (Nikita Presniakov), croit fermement en sa bonne étoile : un jour il rencontrera l'élue de son cœur, la chanteuse Vera Brejneva, et il la conduira dans son taxi. « Les miracles n'existent pas! » s'exclame, gêné, le passager arrivé à destination. Pachka est encore perdu dans ses pensées, quand un homme lui demande une course, faisant signe à une jeune femme de le rejoindre. Pachka remonte le pare-soleil où la photo de son idole est rangée et voit s'approcher... Vera!
...à Iekaterinbourg, le capitaine de police Valeri Petrovitch Sinitsyne (Sergueï Garmach), oncle de Pachka, appréhende le petit voleur Liokha (Arthur Smolianinov) et l'envoie derrière les barreaux, fête ou pas. Voila un réveillon qui ne s'annonce pas sous les meilleurs augures, et pourtant...
...à Oufa, dans les rayons du supermarché, Ioulia (Maria Porochina) choisit la bouteille de champagne favorite de son époux et tente de le joindre sur son portable. Elle l'aperçoit alors qui fait aussi la queue à une caisse mais, chose étrange, gêné il ne prend pas l'appel. Une fille accourt alors, qui se jette dans ses bras. Ioulia découvre que son mari la trompe. Elle dépose la bouteille et s'éclipse, désemparée.
Mais tous ces acteurs, et quelques autres encore, aideront Varia et Vova à vaincre le ressentiment de leurs amis, et pas forcément par les biais attendus. Tout est bien qui finit bien!

## Fiche technique
- Titre français : Les Sapins de Noël[2]
- Titre original : Ёлки,  Yolki (litt. « Épicéa » ou « Épinette »)
- Réalisation : Timour Bekmambetov, Aleksandr Voïtinski, Dmitri Kiseliov, Aleksandr Andriouchtchenko, Iaroslav Tchevajevski, Ignas Ioninas
- Scénario : Timour Bekmambetov
- Photographie : Sergueï Trofimov (ru)
- Musique : Pavel Essenine (ru)
- Société de production : Bazelevs
- Pays de production :  Russie
- Langue de tournage : russe
- Format : Couleurs - 2,35:1
- Durée : 90 minutes
- Genre : Comédie
- Dates de sortie :
  - Russie : 16 décembre 2010

## Distribution
- Alina Boulynko : Varia
- Sergueï Pokhodaïev : Vova
- Baïmourat Allaberiev : Ioussouf
- Sergueï Drouziak : Micha, surfeur de Santiago de Cuba, dans son foyer à Kazan
- Kristina Asmous : Lena, résidente suisse, au marché de Noël de Kazan
- Alexandre Golovine : Kolian, le snowboarder
- Alexandre Domogarov Jr. : Grigori, le skieur
- Ivan Ourgant : Boris, homme d'affaires
- Elena Plaksina : Olia, sa petite amie
- Sergueï Svetlakov : Ievgueni, acteur du théâtre de Iakoutsk
- Nikita Presniakov : Pachka, le chauffeur de taxi
- Vera Brejneva : cameo
- Sergueï Garmach : le capitaine Valéri Petrovitch Sinitsyne
- Arthur Smolianinov : le voleur Liokha
- Ekaterina Vilkova : Alina, sa petite amie
- Maria Porochina : Ioulia, assistante du directeur de cabinet de Dmitri Medvedev, Igor
- Viktor Verjbitski : Igor, directeur de cabinet de Dmitri Medvedev
- Dato Bakhtadze : le pompier
- Dmitri Medvedev : cameo
- Constantin Khabenski : voix off

## Suites
- 2011 : Les Sapins de Noël 2 (Ёлки 2) de Dmitri Kisseliov (ru), Alexandre Kott, Levan Gabriadze (ru), Alexandre Baranov
- 2013 : Les Sapins de Noël 3 (Ёлки 3)
- 2014 : Les Sapins de Noël 1914 (Ёлки 1914)
- 2015 : Les Sapins de Noël hirsutes (Ёлки лохматые)
- 2016 : Les Sapins de Noël 5 (Ёлки 5)
- 2017 : Les nouveaux Sapins de Noël (ru) (Ёлки новые)
- 2018 : Les Derniers Sapins de Noël (Ёлки последние)
- 2021 : Les Sapins de Noël 8 (Ёлки 8)
- 2022 : Les Sapins de Noël 9 (Ёлки 9)
- 2023 : Les Sapins de Noël 10 (Ёлки 10)
- 2024 : Les Sapins de Noël 11 (Ёлки 11)